# 統一民主党
統一民主党（とういつみんしゅとう）は、第六共和国初期の大韓民国の保守政党。略称は「民主党」。党総裁・金泳三の出身地である釜山・慶尚南道に強い支持基盤を有していた。

## 概説
新韓民主党（新民党）の李敏雨総裁は1986年12月、全斗煥が提案した議院内閣制を受け入れる姿勢を表明（李敏雨構想）したことで新民党の方針は議院内閣制支持へと傾き始めた。そして李総裁に近い李哲承議員が党の方針に反して議院内閣制支持を表明したことに対する懲戒問題を巡って党内は内紛状態に陥った。この結果、新民党を脱党した議員75名中69名（上道洞系=金泳三系37名、東橋洞系=金大中系32名）によって1987年5月1日、新党「統一民主党」が結成された。4月9日に結党準備委員会、13日に結党発起人大会、5月1日に結党大会というあわただしいスピードで結成された。
総裁は金泳三。当初は金大中も常任顧問として参加していたが、大統領候補一本化交渉決裂を契機に民主党を離党し、1987年11月12日に平和民主党（平民党）を結成した。
直接選挙制で行われた同年12月の大統領選挙では金泳三が民主党の大統領候補となったが、野党票が金大中と分裂したことが影響して、民主正義党（民正党）の盧泰愚候補に大差で敗れた。そして、翌1988年の総選挙では得票率で第2党になったが、ソウル市や全羅道の地域区において効率的に議席を得た平民党が議席数で野党第1党に躍進、民主党は第3党に後退する結果となった。地域主義に基づく、多党制構造の元で苦境に陥った民主党は、1990年1月30日、民正党との合流に新民主共和党（共和党）と共に応じ、民主自由党（民自党）となった（「三党合同」）。
民自党結成に参加したことから、金泳三の大統領当選に道が開かれたが、一方で中道派である統一民主党と保守系の民正党・共和党の統合に対しては野合と言う批判もあった。実際、党幹部だった李基澤は三党合同を機に金泳三と袂を分かち、「民主党」を結成している。後に第16代大統領となった盧武鉉も、政界入りした当初は統一民主党に所属していたが、三党合同に反発して民自党への合流を拒否し、民主党に参加した。

## 選挙における党勢推移
| 年月日         | 代                       | 候補   | 得票数    | 得票率 | 当落        |
| -------------- | ------------------------ | ------ | --------- | ------ | ----------- |
| 1987年12月16日 | 1987年大韓民国大統領選挙 | 金泳三 | 6,337,581 | 28.0%  | 落選（2位） |

| 年月日        | 代           | 当選者数 | 当選者数 | 当選者数 | 得票数    | 得票率 |
| 年月日        | 代           | 合計     | 地域区   | 全国区   | 得票数    | 得票率 |
| ------------- | ------------ | -------- | -------- | -------- | --------- | ------ |
| 1988年4月29日 | 第13代総選挙 | 59       | 46       | 13       | 4,680,175 | 23.8%  |